# Spotguide
Spotguide kommer från engelskans spot (plats). En spotguide har ofta ett antal klickbara prickar på en karta. När man klickar på en prick (spot) får man mer information om platsen. 